# Kielisenjärvi (Karesuando socken, Lappland)
Kielisenjärvi är en sjö i Kiruna kommun i Lappland och ingår i Torneälvens huvudavrinningsområde. Sjön har en area på 0,167 kvadratkilometer och ligger 422,2 meter över havet. Kielisenjärvi ligger i Torneträsk-Soppero fjällurskog Natura 2000-område.

## Delavrinningsområde
Kielisenjärvi ingår i det delavrinningsområde (757073-176809) som SMHI kallar för Utloppet av Jokujärvi. Medelhöjden är 421 meter över havet och ytan är 16,17 kvadratkilometer. Räknas de 12 avrinningsområdena uppströms in blir den ackumulerade arean 111,4 kvadratkilometer. Saankijoki som avvattnar avrinningsområdet har biflödesordning 3, vilket innebär att vattnet flödar genom totalt 3 vattendrag innan det når havet efter 369 kilometer. Avrinningsområdet består mestadels av skog (48 procent) och sankmarker (34 procent). Avrinningsområdet har 2,96 kvadratkilometer vattenytor vilket ger det en sjöprocent på 18,3 procent.